# Patrick Sullivan
Patrick H. Sullivan sr. is Amerikaanse managementauteur. Hij is een van de belangrijkste auteurs op het gebied van intellectueel kapitaal. Hij is de oprichter en directeur van Intellectual Capital Management Group (ICMG).
Sullivan werkte hiervoor al enkele jaren als managementconsultant. Hij studeerde aan Floride State University.
Zijn zoon, Patrick H. Sullivan jr., werkt in hetzelfde vakgebied en is docent aan de businessschool van Berkeley.

## Bekende werken
- Technology Licensing: Corporate Strategies for Maximizing Value (1996)
- Value Driven Intellectual Capital: How to Convert Intangible Corporate Assets Into Market Value (2000)
- Profiting from Intellectual Capital : Extracting Value from Innovation (2001)

- CiNii: DA10681254
- International Standard Name Identifier: 0000 0000 4402 737X
- Library of Congress Control Number: n95121985
- Bibliotheek van het Japanse parlement: 00878659
- Nationale Bibliotheek van Israël: 987007426218305171
- Nederlandse Thesaurus van Auteursnamen: 242931790
- Système universitaire de documentation: 060608307
- Virtual International Authority File: 48483926
- WorldCat: E39PBJqBpMGQ698Bq3k79yMByd